# Odd Grenland Ballklubb 2006
Questa voce raccoglie le informazioni riguardanti l'Odd Grenland Ballklubb nelle competizioni ufficiali della stagione 2006.

## Rosa
| N. |                        | Ruolo | Calciatore              |
| -- | ---------------------- | ----- | ----------------------- |
| 1  | Norvegia (bandiera)    | P     | Espen Isaksen           |
| 2  | Venezuela (bandiera)   | A     | Fernando de Ornelas     |
| 3  | Svezia (bandiera)      | D     | Per Nilsson             |
| 4  | Camerun (bandiera)     | C     | Somen Tchoyi            |
| 5  | Norvegia (bandiera)    | C     | Trond Viggo Toresen     |
| 6  | Finlandia (bandiera)   | D     | Tuomo Könönen           |
| 7  | Norvegia (bandiera)    | C     | Tommy Svindal Larsen    |
| 8  | Stati Uniti (bandiera) | D     | Nat Borchers            |
| 9  | Svezia (bandiera)      | A     | Olof Hvidén-Watson      |
| 10 | Venezuela (bandiera)   | A     | Ruberth Morán           |
| 11 | Canada (bandiera)      | A     | Ali Gerba               |
| 11 | Norvegia (bandiera)    | A     | Morten Knutsen          |
| 12 | Norvegia (bandiera)    | P     | Rune Almenning Jarstein |

| N. |                        | Ruolo | Calciatore             |
| -- | ---------------------- | ----- | ---------------------- |
| 14 | Inghilterra (bandiera) | A     | Christopher Joyce      |
| 15 | Norvegia (bandiera)    | D     | Torjus Hansén          |
| 16 | Norvegia (bandiera)    | C     | Jan Tore Amundsen      |
| 17 | Norvegia (bandiera)    | D     | Jan Frode Nornes       |
| 18 | Norvegia (bandiera)    | D     | Espen Ruud             |
| 19 | Danimarca (bandiera)   | C     | Jacob Sørensen         |
| 20 | Norvegia (bandiera)    | A     | Tarjei Dale            |
| 21 | Norvegia (bandiera)    | D     | Steffen Hagen          |
| 22 | Norvegia (bandiera)    | C     | Kim Sjøberg Bentsen    |
| 23 | Norvegia (bandiera)    | C     | Magnus Lekven          |
| 24 | Norvegia (bandiera)    | P     | Svein Roger Dahlen     |
| 25 | Norvegia (bandiera)    | A     | Marius Lundeberg Enger |

## Risultati

### Campionato

#### Girone di andata
| Oslo 9 aprile 2006, ore 18:00 CEST 1ª giornata | Vålerenga            | 0 – 0 referto | Odd Grenland | Ullevaal Stadion (11.950 spett.)\| Arbitro: \| Skjerven (Kaupanger) \| |
| Arbitro:                                       | Skjerven (Kaupanger) |               |              |                                                                        |

| Skien 17 aprile 2006, ore 18:00 CEST 2ª giornata | Odd Grenland         | 0 – 0 referto | Molde | Odd Stadion (6.100 spett.)\| Arbitro: \| Olsen (Kristiansand) \| |
| Arbitro:                                         | Olsen (Kristiansand) |               |       |                                                                  |

| Arbitro: | Moen (Haugesund) |

|               |           |                 |
| Gunnarsson 7’ | Marcatori | 10’ (rig.) Ruud |

| Arbitro: | Helgerud (Lier) |

|                                    |           |              |
| de Ornelas 15’ Ruud 58’ Larsen 80’ | Marcatori | 90’ Tegström |

| Tromsø 3 maggio 2006, ore 19:00 CEST 5ª giornata | Tromsø   | 0 – 0 referto | Odd Grenland | Alfheim Stadion (4.007 spett.)\| Arbitro: \| Sandmoen \| |
| Arbitro:                                         | Sandmoen |               |              |                                                          |

| Arbitro: | Øvrebø (Oslo) |

|                                     |           |  |
| Nilsson 32’ Dale 38’ de Ornelas 42’ | Marcatori |  |

| Arbitro: | Moen (Haugesund) |

|                            |           |            |
| de Ornelas 41’ Nilsson 90’ | Marcatori | 12’ Powell |

| Arbitro: | Alapnes (Tromsø) |

|                    |           |                   |
| Iversen 32’ (rig.) | Marcatori | 11’ Hvidén-Watson |

| Arbitro: | Edvartsen (Hamar) |

|           |           |                                    |
| Joyce 17’ | Marcatori | 8’ Winters 14’ Miller 50’ Sæternes |

| Arbitro: | Sandmoen |

|             |           |  |
| Nygaard 48’ | Marcatori |  |

| Arbitro: | Helgerud (Lier) |

|                                             |           |                                        |
| de Ornelas 32’ Joyce 45’ Piiroja 45’ (aut.) | Marcatori | 50’ Tóth 62’ (rig.) Bjørkøy 71’ Brenne |

| Arbitro: | Helgerud (Lier) |

|                             |           |                          |
| Dale 38’ (aut.) Sundgot 63’ | Marcatori | 4’ (aut.) Kippe 90’ Dale |

| Arbitro: | Berntsen (Vang) |

|                        |           |  |
| Ruud 7’ de Ornelas 90’ | Marcatori |  |

#### Girone di ritorno
| Arbitro: | Sælen (Bergen) |

|                |           |  |
| Diouf 15’, 17’ | Marcatori |  |

| Arbitro: | Olsen (Kristiansand) |

|                                         |           |                    |
| Ruud 33’ Amundsen 64’ Hvidén-Watson 87’ | Marcatori | 21’ Flo 23’ Wæhler |

| Arbitro: | Skjerven (Kaupanger) |

|  |           |                |
|  | Marcatori | 85’ Gunnarsson |

| Arbitro: | Moen (Haugesund) |

|             |           |                               |
| Arkivuo 25’ | Marcatori | 73’ Nilsson 78’ Dale 90’ Ruud |

| Arbitro: | Helgerud (Lier) |

|                            |           |                           |
| Nilsson 72’, 77’ Gerba 82’ | Marcatori | 29’ Håkonsen 83’ Yndestad |

| Arbitro: | Skjerven (Kaupanger) |

|                                   |           |  |
| Ringberg 4’ Olsen 14’ Kienast 87’ | Marcatori |  |

| Arbitro: | Alseth (Stjørdal) |

|              |           |             |
| Gíslason 43’ | Marcatori | 18’ Könönen |

| Arbitro: | Moen (Haugesund) |

|  |           |                                                 |
|  | Marcatori | 7’ Iversen 56’ Solli 57’ Sapara 88’ (rig.) Koné |

| Arbitro: | Øvrebø (Oslo) |

|             |           |  |
| Winters 65’ | Marcatori |  |

| Arbitro: | Sælen (Bergen) |

|  |           |         |
|  | Marcatori | 3’ Ijeh |

| Arbitro: | Alseth (Stjørdal) |

|                 |           |             |
| Brenne 47’, 67’ | Marcatori | 4’ Sørensen |

| Arbitro: | Hagen (Grue) |

|  |           |                                   |
|  | Marcatori | 22’ Myklebust 25’ Kippe 30’ Koren |

| Arbitro: | Sandmoen |

|                                 |           |              |
| Valencia 50’ Nilsson 88’ (aut.) | Marcatori | 10’ Sørensen |

#### Qualificazioni per la Tippeligaen 2007
| Arbitro: | Berntsen (Vang) |

|                                 |           |  |
| Dale 51’, 70’ Hvidén-Watson 85’ | Marcatori |  |

| Arbitro: | Olsen (Haugesund) |

|          |           |                                                                                  |
| Oyuga 8’ | Marcatori | 9’, 28’, 46’ Dale 38’ Hvidén-Watson 74’ Borchers 76’ Bentsen 82’ (rig.) Jarstein |

### Coppa di Norvegia
| Skotfoss 10 maggio 2006, ore 18:00 CEST Primo turno                     | Skotfoss  | 0 – 3 referto                         | Odd Grenland | Skotfoss Stadion (562 spett.) |
| \| \| \| \| \| \| Marcatori \| 31’ Hvidén-Watson 68’ Hagen 90’ Joyce \| |           |                                       |              |                               |
|                                                                         |           |                                       |              |                               |
|                                                                         | Marcatori | 31’ Hvidén-Watson 68’ Hagen 90’ Joyce |              |                               |

| Korsvoll 8 giugno 2006, ore 18:00 CEST Secondo turno                | Korsvoll  | 0 – 2 referto                     | Odd Grenland | Korsvoll Kunstgress |
| \| \| \| \| \| \| Marcatori \| 45’ (aut.) Johanssen 52’ Borchers \| |           |                                   |              |                     |
|                                                                     |           |                                   |              |                     |
|                                                                     | Marcatori | 45’ (aut.) Johanssen 52’ Borchers |              |                     |

| Mandal 5 luglio 2006, ore 18:00 CEST Terzo turno                                              | Mandalskameratene | 4 – 1 referto     | Odd Grenland | Idrettsparken |
| \| \| \| \| \| Sagebakken 43’ Hamre 45’, 67’ Ertzeid 49’ \| Marcatori \| 54’ Hvidén-Watson \| |                   |                   |              |               |
|                                                                                               |                   |                   |              |               |
| Sagebakken 43’ Hamre 45’, 67’ Ertzeid 49’                                                     | Marcatori         | 54’ Hvidén-Watson |              |               |